# Ошешть
Ошешть, Ошешті (рум. Oșești) — село у повіті Васлуй в Румунії. Адміністративний центр комуни Ошешть.
Село розташоване на відстані 279 км на північ від Бухареста, 22 км на північний захід від Васлуя, 44 км на південь від Ясс.

## Населення
За даними перепису населення 2002 року у селі проживали 1340 осіб. Рідною мовою 1339 осіб (99,9%) назвали румунську.
Національний склад населення села:
| Національність | Кількість осіб | Відсоток |
| -------------- | -------------- | -------- |
| румуни         | 1327           | 99,0%    |
| цигани         | 12             | 0,9%     |